# 3691 Bede
A 3691 Bede (ideiglenes jelöléssel 1982 FT) egy földközeli kisbolygó. Gonzalez, L. E. fedezte fel 1982. március 29-én.